# (82158) 2001 FP185
(82158) 2001 FP185 ist ein großes transneptunisches Objekt, das bahndynamisch als nahes oder erweitertes Scattered Disk Object (SDO oder DO) eingestuft wird. Aufgrund seiner Größe gehört der Asteroid möglicherweise zu den Zwergplanetenkandidaten.

## Entdeckung
2001 FP185 wurde am 26. März 2001 von Marc Buie (offiziell) und Susan Benecchi(-Kern) mit dem 4,0-m-Mayall-Reflektorteleskop am Kitt-Peak-Observatorium (Arizona) entdeckt. Die Entdeckung wurde am 24. Juni 2001 zusammen mit den TNO 2000 QM251 und 2000 QN251 sowie den Hauptgürtelasteroiden 2001 FQ105 und 2001 FR105 bekanntgegeben, der Planetoid erhielt am 4. Mai 2004 von der IAU die Kleinplaneten-Nummer 82158.
Nach seiner Entdeckung ließ sich 2001 FP185 auf Fotos bis zum 21. März 1999, die im Rahmen des Sloan-Digital-Sky-Survey-Programmes (SDSS) am Apache-Point-Observatorium (New Mexico) gemacht wurden, zurückgehend identifizieren und so seinen Beobachtungszeitraum um zwei Jahre verlängern, um so seine Umlaufbahn genauer zu berechnen. Seither wurde der Planetoid durch das Herschel-Weltraumteleskop sowie verschiedene erdbasierte Teleskope beobachtet. Im April 2017 lagen insgesamt 29 Beobachtungen über einen Zeitraum von 9 Jahren vor. Die bisher letzte Beobachtung wurde im Juni 2015 am Pan-STARRS-Teleskop (PS1) (Maui) durchgeführt. (Stand 23. März 2019)

## Eigenschaften

### Umlaufbahn
2001 FP185 umkreist die Sonne in 3351,16 Jahren auf einer hochgradig elliptischen Umlaufbahn zwischen 34,30 AE und 413,57 AE Abstand zu deren Zentrum. Die Bahnexzentrizität beträgt 0,847, die Bahn ist 30,79° gegenüber der Ekliptik geneigt. Derzeit ist der Planetoid 37,36 AE von der Sonne entfernt. Das Perihel durchlief er das letzte Mal 2004, der nächste Periheldurchlauf dürfte also im Jahre 5355 erfolgen.
Falls ein massereicher Planet wie der hypothetische Planet Neun im transneptunischen Bereich existiert, könnte 2001 FP185 mit ihm koorbital sein.
Sowohl Marc Buie (DES) als auch das Minor Planet Center klassifizieren den Planetoiden als SDO; letzteres führt ihn auch allgemein als «Distant Object». Das Johnston’s Archive führt ihn dagegen als erweitertes SDO (ESDO bzw. DO) auf.

### Größe
Derzeit wird von einem Durchmesser von 332 km ausgegangen, basierend auf einem Rückstrahlvermögen von 4,6 % und einer absoluten Helligkeit von 6,39 m, was anhand der Daten des Herschel-Weltraumteleskops (Instrument PACS) ermittelt wurde. Ausgehend von diesem Durchmesser ergibt sich eine Gesamtoberfläche von etwa 346.000 km². Die scheinbare Helligkeit von 2001 FP185 beträgt 22,02 m.
Da es denkbar ist, dass sich 2001 FP185 aufgrund seiner Größe im hydrostatischen Gleichgewicht befindet und somit weitgehend rund sein könnte, erfüllt er möglicherweise die Kriterien für eine Einstufung als Zwergplanet. Mike Brown geht davon aus, dass es sich bei 2001 FP185 um vielleicht einen Zwergplaneten handelt.
Die Oberflächenfarbe von 2001 FP185 wurde mehrfach gemessen; demnach weist der Planetoid ein klares BR- und IR-Spektrum auf, was mittlere Klassen der sehr blauen BB und sehr roten RR-Spektren sind. Die Rotationsperiode konnte bislang nicht ermittelt werden.
| Jahr                                         | Abmessungen km      | Quelle              |
| -------------------------------------------- | ------------------- | ------------------- |
| 2012                                         | 332,0 +031,0 −024,0 | Santos-Sanz u. a.   |
| 2015                                         | 222,59              | LightCurve DataBase |
| 2018                                         | 336,0               | Brown               |
| Die präziseste Bestimmung ist fett markiert. |                     |                     |